# Барретина

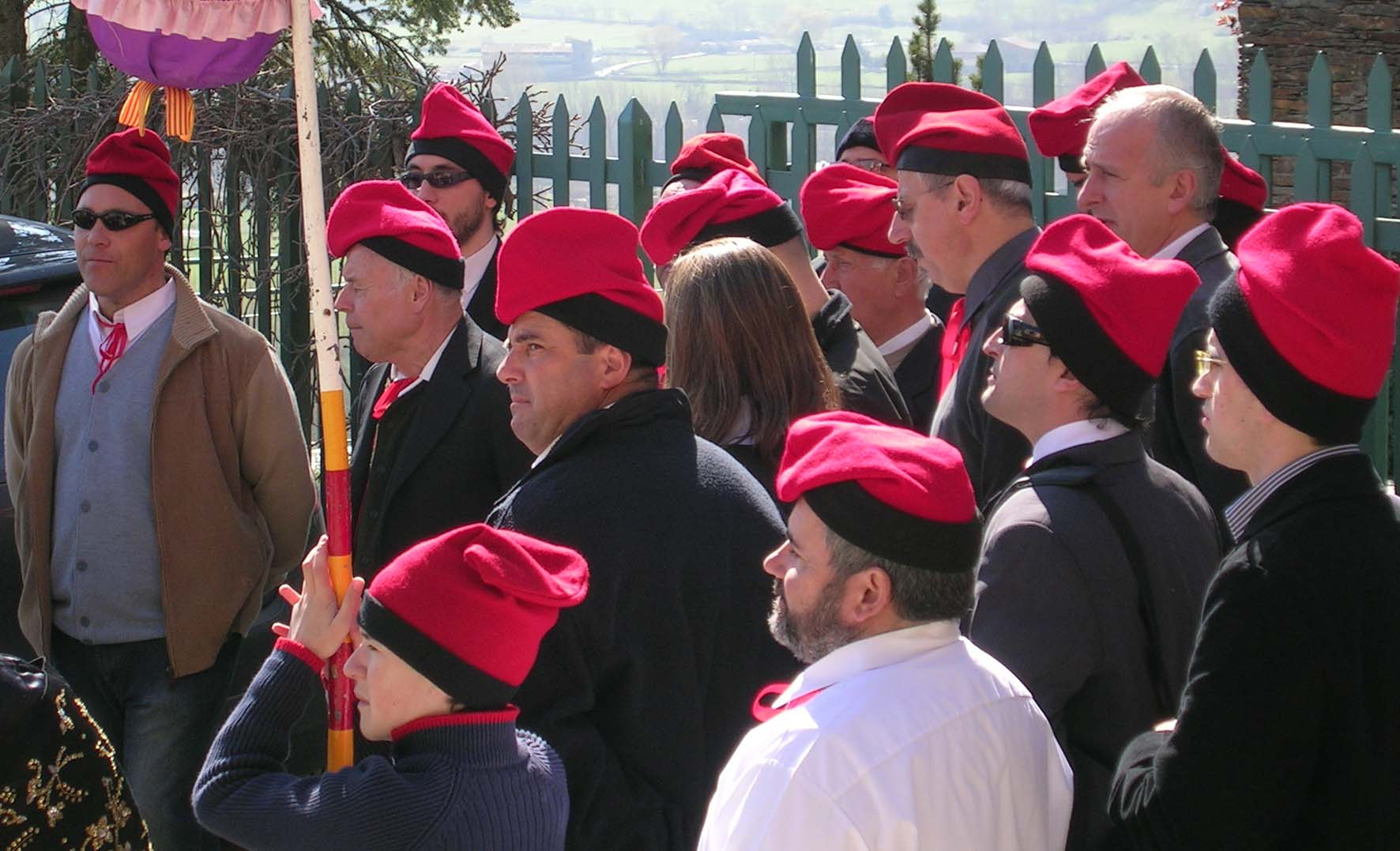
Мужчины в барретинах

Барретина (кат. barretina) — традиционный мужской головной убор каталонцев.

## Описание
Шерстяная шапочка в форме сумки, обычно красного цвета (иногда лиловая), у каталонцев в основном с чёрной каймой внизу, которая служила в Средневековье отличием евреев и моряков. Носят барретину кончиком набекрень.

## Распространение
Такой головной убор был распространён у многих христианских народов европейского западного Средиземноморья. Разновидности барретины можно обнаружить в Каталонии и Валенсии в Испании, на Корсике и в Провансе во Франции, на итальянских Сардинии и Сицилии и вообще на южном побережье Италии (в том числе и в Неаполе), частично в Португалии и даже на Балканах.
В Каталонии, особенно в сельской местности, барретину как повседневный головной убор носили вплоть до начала XX столетия.

## История происхождения
Этнографы склоняются к мысли, что на территорию Каталонии прообраз головного убора, известный сейчас как барретина, мог быть занесён древнегреческими колонистами ещё до нашей эры.
Первым документальным свидетельством о барретине является рисунок средневекового картографа с Мальорки Иегуды Крескаса, или Крескеса (кат. Jafuda Cresques), крещёного еврея, христианское имя которого было Жуан Рибас, или Рибес (кат. Joan Ribes). На одной из морских карт, датируемой 1375—1377 годами, есть рисунок лодки с лодочниками в барретинах.
Интересно, что именно барретина как символ национально-освободительной борьбы латиноамериканских народов попала на государственные гербы Боливии, Колумбии, Кубы, Эквадора и Никарагуа.
Популяризатором барретины в начале XX века был знаменитый художник каталонского происхождения Сальвадор Дали, классический образ которого неразрывно связан с барретиной.
С ростом национального сознания каталонцев в конце XIX века барретина превратилась в настоящий символ каталанизма.

## В современности
В настоящее время барретина хотя и вышла из повседневного употребления, но остаётся очень популярной. Её можно увидеть на участниках фольклорных коллективов, а во время национальных праздников её надевают многие каталонцы как признак каталанизма.
Барретина является хорошим каталонским сувениром для иностранных туристов. Каталонские рождественские фигурки каганеры обычно тоже изображаются в барретинах.